# Timbres et vignettes de Noël
Pour faciliter ou enjoliver la confection du courrier de Noël et de meilleurs vœux de nouvelle année de leurs clients, les administrations postales émettent des timbres ou des vignettes de Noël.

## Le premier timbre de la thématique

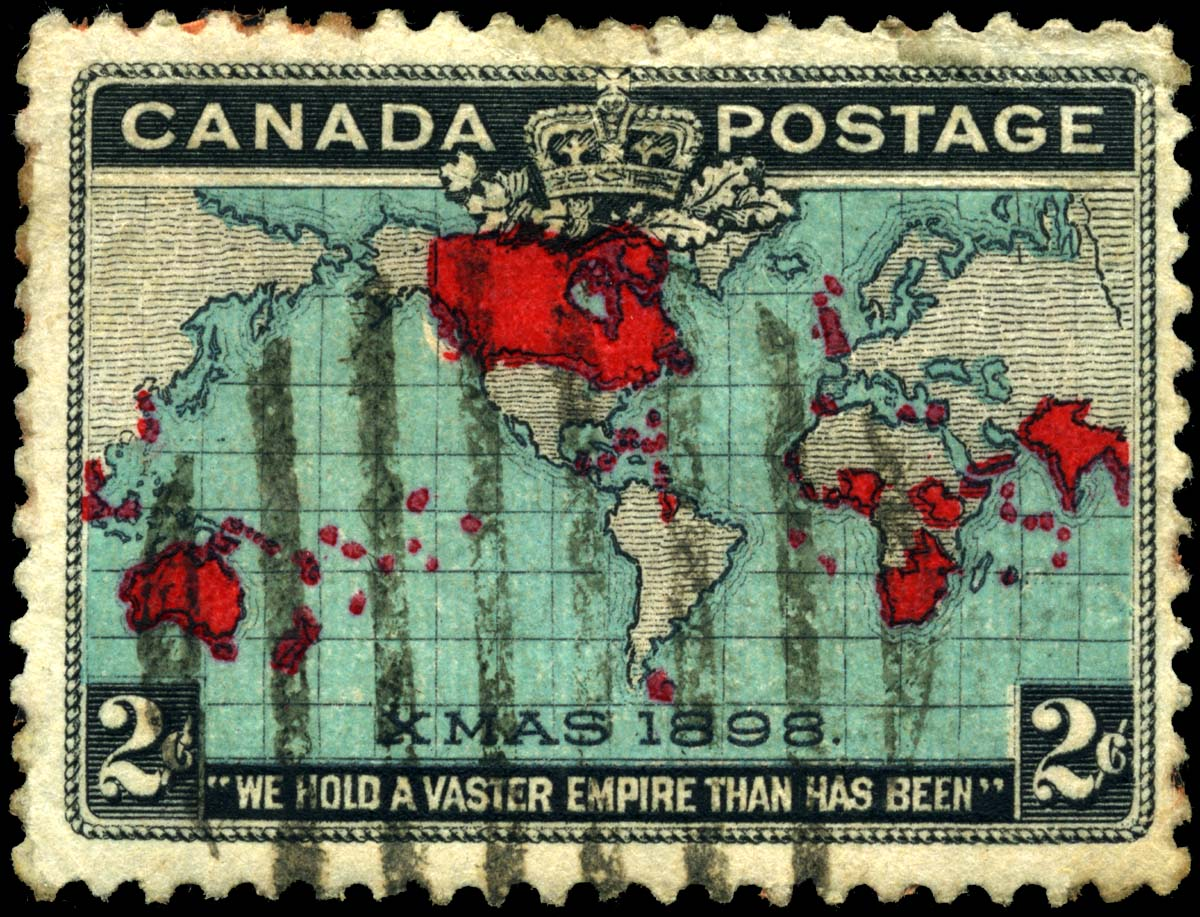
Timbre canadien de 1898

Le premier timbre de Noël fut un timbre canadien émis en décembre 1898 et tiré à 20 millions d'exemplaires. L'administration postale canadienne abaissa le tarif postal pour la lettre à destination des pays et colonies de l'Empire britannique, le passant de 3 à 2 pence.
Le timbre représente un planisphère sur lequel les territoires britanniques sont figurés en rouge. La carte est centrée sur le continent américain, la projection de Mercator présentant un Canada hypertrophié.
En bas, le timbre porte deux mentions : 
- « XMAS 1898 », abréviation anglophone pour Christmas (Noël),
- « We hold a vaster empire than has been » (Nous tenons le plus grand empire qui fut jamais).

## Les vignettes de Noël
Dans plusieurs pays depuis leur création au Danemark en 1904 à l'initiative de Einar Holbøll, l'administration postale émet chaque année des vignettes de Noël sans pouvoir d'affranchissement. Elles sont cependant populaires parmi la population.
Dès les premières années, des vignettes similaires sont vendues par les postes des autres pays de Scandinavie et apparaissent aux États-Unis en 1908.
En Scandinavie, ces vignettes sont ainsi vendues par feuilles entières de quelques dizaines d'exemplaires. Elles représentent les familles régnantes des monarchies, des flocons de neige, des anges, des éléments du folklore hivernal, les postiers au travail, ainsi que des hommages à Holbøll.

### Danemark
Les vignettes de bienfaisance de Noël sont proposées en 1903 par le postier danois Einar Holbøll :  ces vignettes à coller sur les cartes et enveloppes de vœu doivent permettre une collecte au profit d'action contre la tuberculose. L'idée est acceptée par le Maître des postes et le roi Christian IX. La première vignette vendue 0,02 couronne en décembre 1904 reproduit un portrait de la reine Louise. Vendue à 4 millions d'exemplaires, les 74 000 couronnes de sa vente permettent l'achat du terrain d'un sanatorium près de Kolding.
La princesse Margrethe (future reine Margrethe II), dessina les vignettes en 1970 : la feuille de 50 représente un château aux couleurs pastel peuplé d'anges. Dans ce pays, leur vente permet de financer une association d'aide aux enfants malades.

### États-Unis
Ces vignettes de bienfaisance sont connus sous le nom de Christmas Seals. Elles sont introduites aux États-Unis par Emily Bissell en 1907 après la lecture d'un article du journaliste d'origine danoise Jacob Riis. Elle aide ainsi à financer un sanatorium dans le Delaware. 
En 1908, le projet devient un programme national avec la participation de la National Association for the Study and Prevention of Tubercolis (NASPT, association nationale d'étude et de prévention de la tuberculose) et du comité national de la Croix-Rouge : les vignettes vendues 1 cent sont alors vendues dans les bureaux de poste du Delaware. 
En 1920, la NASPT reste seule à percevoir le produit de la vente de ces vignettes (elle porta le nom de National Tubercolis Association, puis de American lung Association depuis 1973). Actuellement, elle partage ce produit avec d'autres associations participant à la lutte contre les maladies pulmonaires.

## Les timbres de Noël selon les pays

### En France
En France, depuis 1952, La Poste émet des timbres de bienfaisance dont la surtaxe est reversée à la Croix-Rouge. Ils sont émis en feuille et en carnet en fin d'année. Les thèmes d'illustration sont tantôt des œuvres d'art d'inspiration chrétienne (tableau de Vierge à l'enfant), tantôt des illustrations festives (peluche, Père Noël, etc.).
Depuis 1996, La Poste émet également des timbres « Meilleurs vœux » sans surtaxe. Ils accompagnent l'émission de timbres à message (« joyeux anniversaire », « félicitations », ...). En 2003 et 2004, le timbre de vœu « Rouge-gorge » provoqua une vague de spéculation car une version en bloc-feuillet avait été émis discrètement par La Poste, et vendue avec une carte de vœu.

### Pro Juventuteen Suisse
Depuis 1913, La Poste émet une série en fin d'année dénommée Pro Juventute avec une surtaxe de bienfaisance au profit de l'association du même nom. Institution philatélique nationale, cette série s'est ancrée dans le thème de Noël depuis 1992 puisqu'un timbre illustre désormais un aspect de cette fête.